# بحيرة نيكاراغوا
بحيرة نيكاراغوا أو كوكيبولكا أو جرانادا أو (بالإسبانية(بالإسبانية: Lago de Nicaragua)‏, Lago Cocibolca, Mar Dulce, Gran Lago, Gran Lago Dulce, أو Lago de Granada) وهي بحيرة واسعة من المياه العذبة تقع في دولة نيكاراغوا من أصل تكتوني. وتبلغ مساحتها 8,264 كم2 (3191 ميل2)، لذا فهي أكبر بحيرة في أمريكا الوسطى، والبحيرة التاسعة عشر من حيث المساحة في العالم وهي كذلك (حسب المساحة) البحيرة التاسعة من حيث المساحة في الأمريكيتين. وتُعتبر بحيرة نيكاراغوا أصغر إلى حدٍ ما من بحيرة تيتيكاكا. بارتفاعٍ قدره 32.7 متر (107 قدم) فوق سطح البحر، ويصل عمق البحيرة إلى 26 مترًا (85 قدمًا). وهي تتصل على فتراتٍ متقطعة بـنهر تيبيتابا وحتى بحيرة ماناجوا.
تصب البحيرة في البحر الكاريبي عبر نهر سان خوان، وقد جعلت عبر التاريخ من مدينة جرانادا، نيكاراغوا المجاورة للبحيرة ميناءً أطلسيًا على الرغم من أنها أقرب إلى المحيط الهادئ. وتحفل البحيرة بتاريخٍ كتبه قراصنة البحر الكاريبي، الذين اعتدوا على الجزء المجاور لمدينة جرانادا في ثلاث حوادث. وعلى الرغم من أن البحيرة تصب في البحر الكاريبي، إلا أن المحيط الهادئ قريب بما يكفي لرؤيته من على جبال أوميتيب (وهي جزيرة داخل البحيرة).
وقد حدث قبل إنشاء قناة بنما أن خطًا من مركبات الجياد للسفر امتلكته الشركة التابعة لـكورنليوس فاندربلت: شركة أكسسوري ترانزيت (Accessory Transit Company) ربط البحيرة بالمحيط الهادئ عبر التلال المنخفضة لبرزخ مدينة ريفاس الضيق. وكذلك تم وضع خطط هدفها استغلال هذا الطريق لإنشاء قناة بين المحيطين ويصبح اسمها قناة نيكاراغوا، ولكن تم بناء قناة بنما بدلاً منها. ولأن الولايات المتحدة أرادت إخماد حالة المنافسة مع قناة بنما، فقد قامت بتأمين جميع الحقوق لقناة بطول هذا الطريق في معاهدة بريان شامورو لعام 1916. وعلى الرغم من أن كلاً من الولايات المتحدة ونيكاراغوا ألغيا هذه المعاهدة عام 1970، فقد ظلت فكرة إنشاء قناة أخرى في نيكاراغوا تحلق في الأفق بشكلٍ دوري. وكانت قناة إيكوكانال من بين هذه المشروعات.

## النظام البيئي للبحيرة

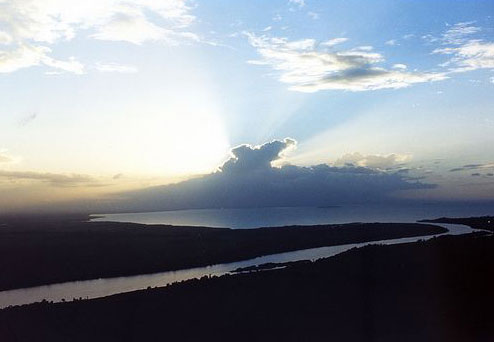
صورة جوية للطائرات في ريو سان خوان، نيكاراغوا

ورغم أن بحيرة نيكاراغوا مياهها عذبة، إلا أن بها سمك أبو منشار، وسمك الطربون، وأسماك القرش. في البداية، اعتقد العلماء أن أسماك القرش الموجودة في البحيرة تنتمي إلى أنواع متوطنة؛ قرش بحيرة نيكاراغوا (قرش ترابي من أصل نيكاراجوي). وفي عام 1961، وبعد عقد مقارنات بين الـعينات، اتضح أن قرش بحيرة نيكاراغوا مترادفًا مع قرش الثور (C. leucas) واسع الانتشار، وهو نوع من أسماك القرش المعروفة أيضًا بدخولها للمياه العذبة في أي مكانٍ آخر حول العالم. فقد كان من المُعتقد أن أسماك القرش قد سبق وانحبست داخل البحيرة، ولكن ثبُت أن ذلك الاعتقاد لم يكن سليمًا في أواخر الستينيات عندما تم اكتشاف قدرة أسماك القرش على القفز بطول منحدرات نهر سان خوان (والذي يربط بين بحيرة نيكاراغوا والبحر الكاريبي)، تقريبًا مثلما يفعل سمك السلمون. ودليلاً على صحة هذا الكلام، فقد تم اصطياد أسماك قرش الثور التي تم وضع علامة عليها سابقًا داخل البحيرة فيما بعد من منطقة البحر المفتوح (والعكس صحيح)، والبعض منها لم تتجاوز مدة رحلته من سبعة إلى أحد عشر يومًا. كما تعيش في البحيرة أنواعٌ متعددةٌ أخرى من الأسماك، ففيها على الأقل ستة عشر نوعًا من سمك الـسكليد المتوطن. فمثلاً من بين سمك السكليد غير الأصلي، يوجد سمك الـبلطي، الذي يُستخدم على نطاقٍ واسعٍ في الزراعة المائية داخل البحيرة. ونتيجةً للكمية الهائلة من الفضلات التي تنتجها هذه الأنواع فضلاً عن خطر استحداث أمراض، فليس لدى أنواع السمك الأصلية تجاهها أي مقاومة، لذلك فهي ربما تُشكل تهديدًا خطيرًا للنظام البيئي الخاص بالبحيرة.
يطلق سكان نيكاراغوا على البحيرة اسم Lago Cocibolca أو Mar Dulce (وتعني حرفيًا، البحر الحلو؛ ففي الإسبانية كلمة، مياه عذبة تعني agua dulce). وتدفع الرياح الشرقية التي تهب غرب المحيط الأطلنطي إلى إحداث موجاتٍ كبيرة في البحيرة. وتحتوي البحيرة على جزيرة أوميتيب وزاباتيرا وتُعد الاثنتان من الجزر البركانية، وتضم أيضًا أرخبيل جزر سولينتينام. كما أشتهرت البحيرة بالعواصف القوية التي تهب بشكلٍ دوري وتجعل البحيرة غير صالحة للملاحة.
على مدار السنوات السبعة والثلاثين الماضية، قد تم الإعراب عن قلقٍ بالغ تجاه الحالة البيئية لبحيرة نيكاراغوا. ففي عام 1981 أجرى معهد نيكاراغوا للموارد الطبيعية والبيئة (IRENA) دراسةً للتقييم البيئي ووجد أن نصف موارد المياه التي تم أخذ العينات منها كانت ملوثة لدرجةٍ خطيرة بسبب الصرف الصحي. فقد تم اكتشاف أن اثنين وثلاثين طنًا، أي ما يقارب (سبعين ألف رطلٍ)، من الصرف الصحي الخام يتم إطلاقه يوميًا في بحيرة نيكاراغوا. لطالما ألقت المصانع الواقعة بطول شاطئ البحيرة النفايات السائلة على مدار فترةٍ طويلة من الزمن. وقد وجِد أن شركة بينوالت للمواد الكيميائية (Pennwalt Chemical Corporation) هي أسوأ الشركات التي تتسبب في التلوث. كما أن الموقف الاقتصادي لدولة نيكاراغوا قد أعاق إنشاء مرافق في جميع أنحاء البلاد للمعالجة (انظر: إمدادات المياه والصرف الصحي في نيكاراغوا).

## معرض الصور

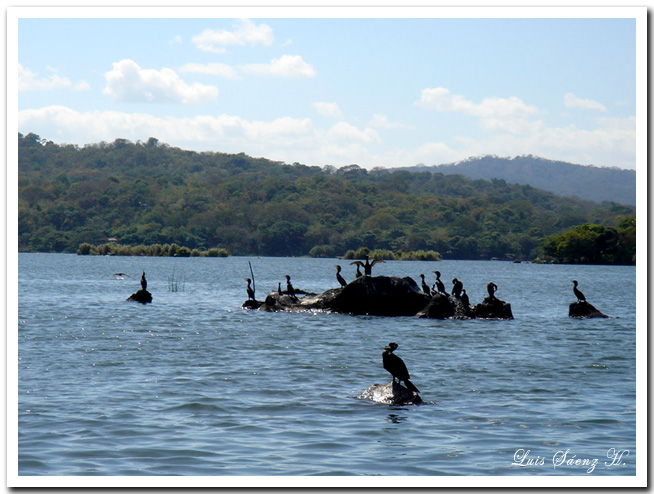
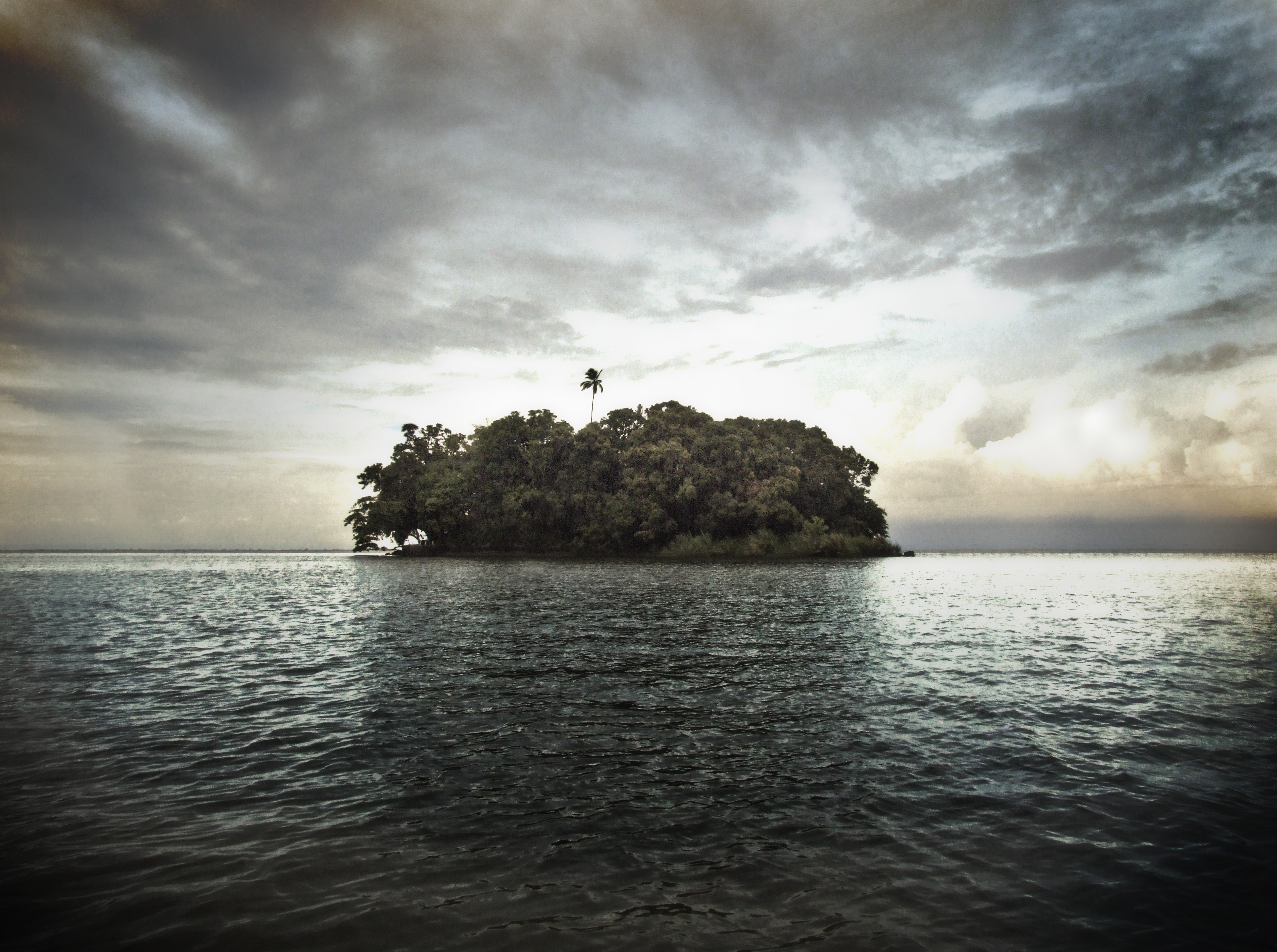
جزيرة استوائية بركانية صغيرة داخل بحيرة كوكيبولكا في نيكاراغوا (أو بحيرة نيكاراغوا).
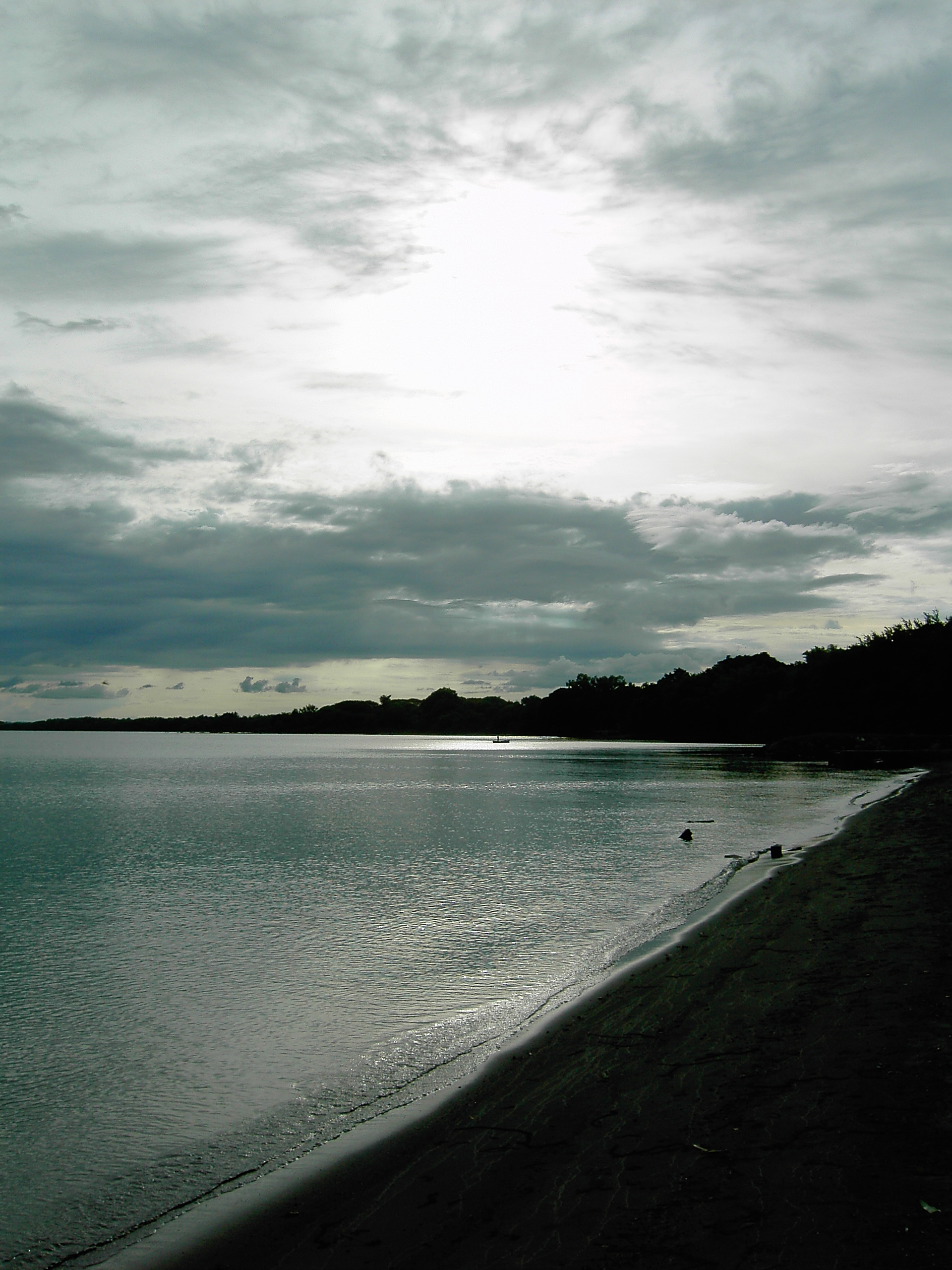
بحيرة نيكاراغوا من على جزيرة الأوميتيب
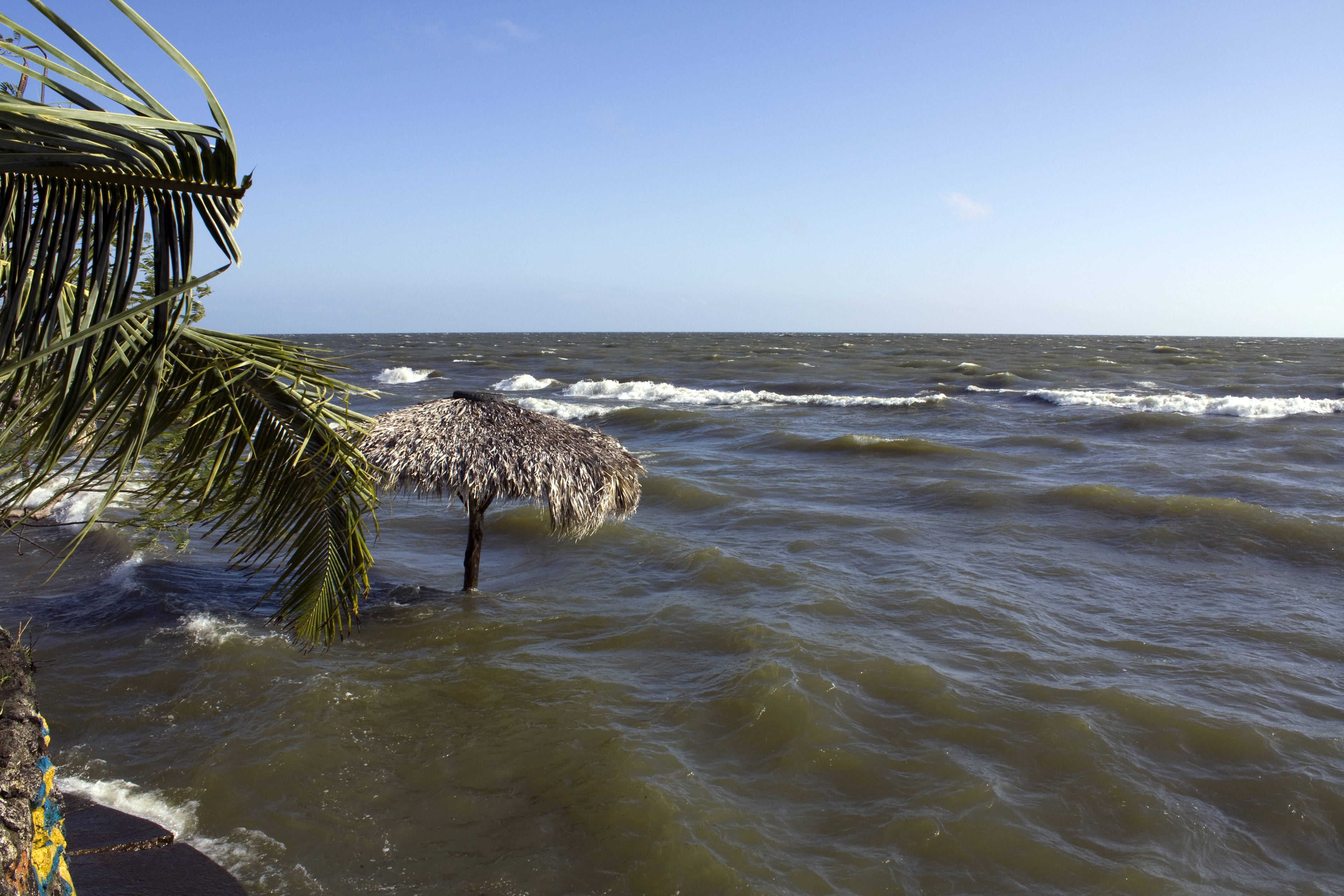
شاطئ مغمور في بلايا سانتو دومينيغو، Isla de Ometepe

## وصلات خارجية
- JPL NASA: Perspective View with Landsat Overlay, Lakes Managua and Nicaragua